# Casa de los Barbeito y Padrón
La casa de los Barbeito y Padrón es una casa solariega barroca del siglo XVII situada en la calle Real de la ciudad española de Pontevedra, en pleno centro histórico.

## Historia
La casa fue construida en la calle Real, una de las más transitadas de la ciudad, entre finales del siglo XVI y principios del siglo XVII para un bisnieto de Pedro Barbeito y Padrón, propietario de la Casa de las Caras en la plaza de la Estrella.  Durante el siglo XVII, la ciudad se convirtió en un lugar preferido por la nobleza gallega para establecerse y disfrutar con mayor comodidad de las rentas del campo. La casa refleja el estatus social de la familia Barbeito y Padrón, quienes desempeñaron un papel destacado en la vida política y social de la ciudad durante esa época.
En el siglo XIX la propiedad pasó a manos de los Ozores, linaje emparentado con los Aranda y Guimarey. Es conocida también por ello como Casa de los Ozores. Esta transición de propiedad refleja la interconexión de algunas de las familias más influyentes de la región.
Desde el siglo XX se encuentran en el bajo de la casa de los Barbeito y Padrón dos establecimientos comerciales emblemáticos en Pontevedra: la Ferretería Gallega abierta en 1947, la ferretería más antigua y tradicional de la ciudad, y la cestería Cestigar que abrió en 1975.

## Descripción
Se trata de una casa solariega urbana de planta baja y un piso, con una planta predominantemente cuadrada. La fachada principal en la calle Real presenta dos grandes balcones y cuatro puertas balconeras, dos en cada balcón.
La planta superior de la casa culmina en una elaborada cornisa barroca de varias molduras. En la fachada del primer piso, presenta una decoración renacentista que incluye diez esculturas de rostros o bustos, similar a la de la Casa de las Caras. La identidad de estos bustos es desconocida. Los bustos están distribuidos en pares entre las puertas balconeras a lo largo de la fachada, con dos de ellos ubicados en el centro, flanqueando el gran escudo de armas. A pesar de que la casa de la calle Real contiene seis caras más que la Casa de las Caras, no se la conoce por ese nombre.
La fachada de la casa destaca por su notable simetría de origen renacentista. Los vanos, incluidos los cuatro de la planta baja, están dispuestos de manera racional y uniforme, creando una organización equilibrada en toda la estructura. La casa tiene un pequeño y característico patio interior.
El escudo de armas del siglo XVII es una de las piezas más destacadas de las casas nobles de la ciudad. Presenta un casco con penacho y está adornado con lambrequínes.
El escudo representa nueve linajes distintos: los Barbeito (con un castillo del que sale un perro de la puerta), los Padrón (con una gran columna o padrón acompañada de dos veneras), los Vega de León (con una torre y la inscripción "Malo mori quam foedari" (prefiero morir que deshonrarme), los Falcón (con un brazo sujetando un halcón y una estrella encima), los Montenegro (con una "M" coronada), los Cru (con un árbol arrancado flanqueado por dos corderos que pasan), los Navarro o Lera (con veros o patrones de color con un diseño característico), los Mariño (con tres fajas de ondas sobre una venera), y los Salazar (con trece estrellas de ocho puntas).

## Galería de imágenes

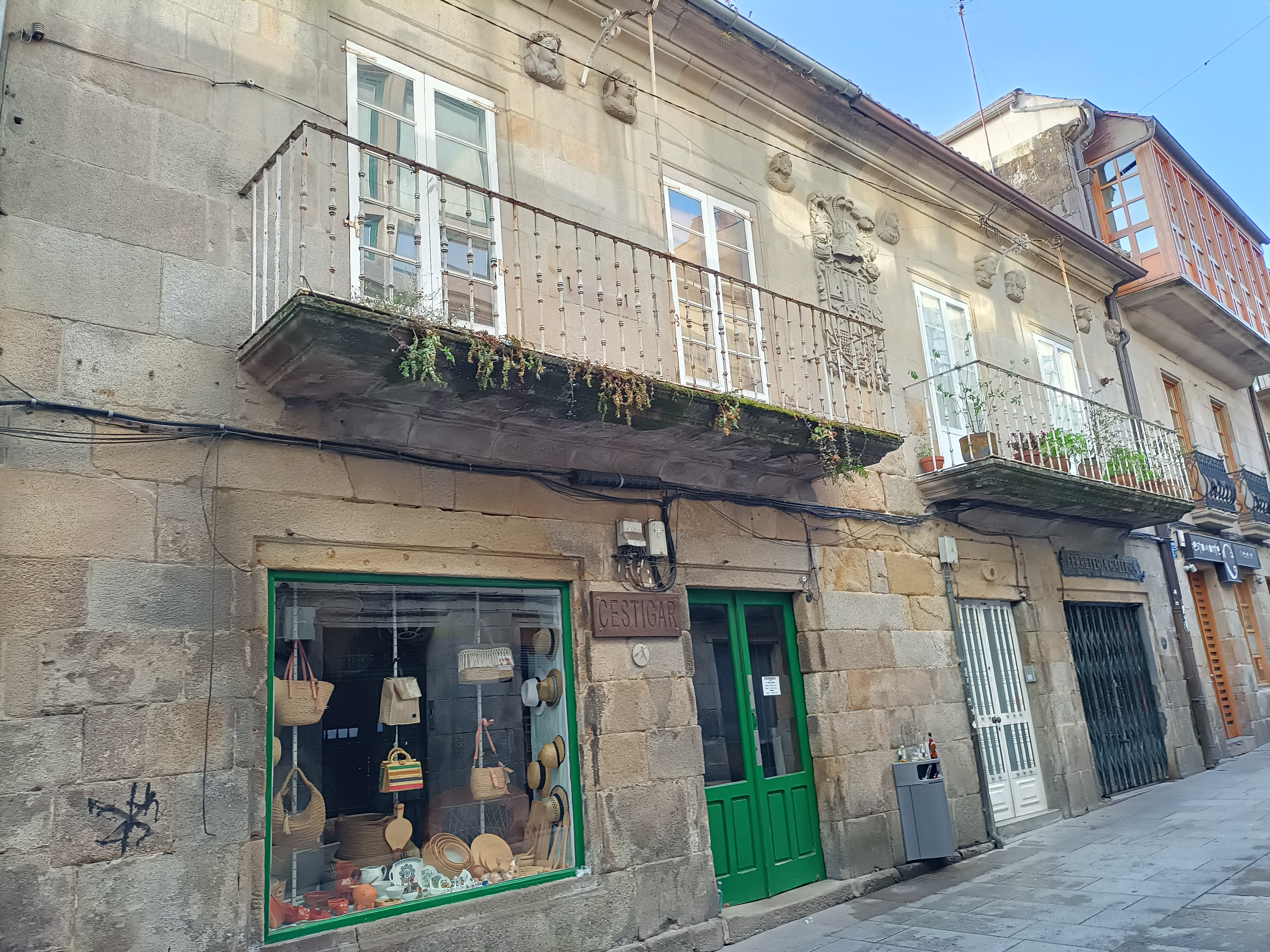
Casa de Barbeito y Padrón en la calle Real
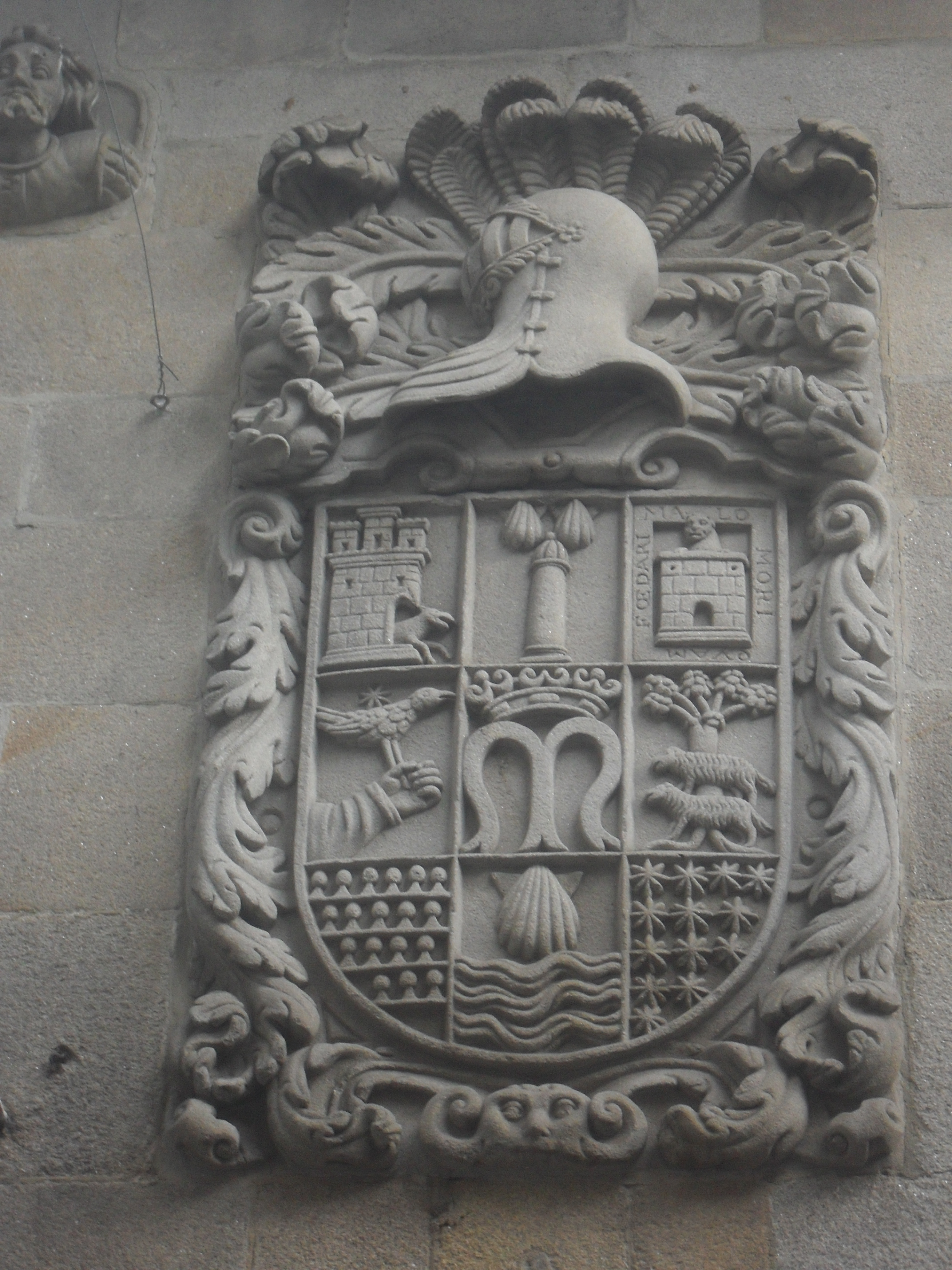
Escudo de armas de la casa
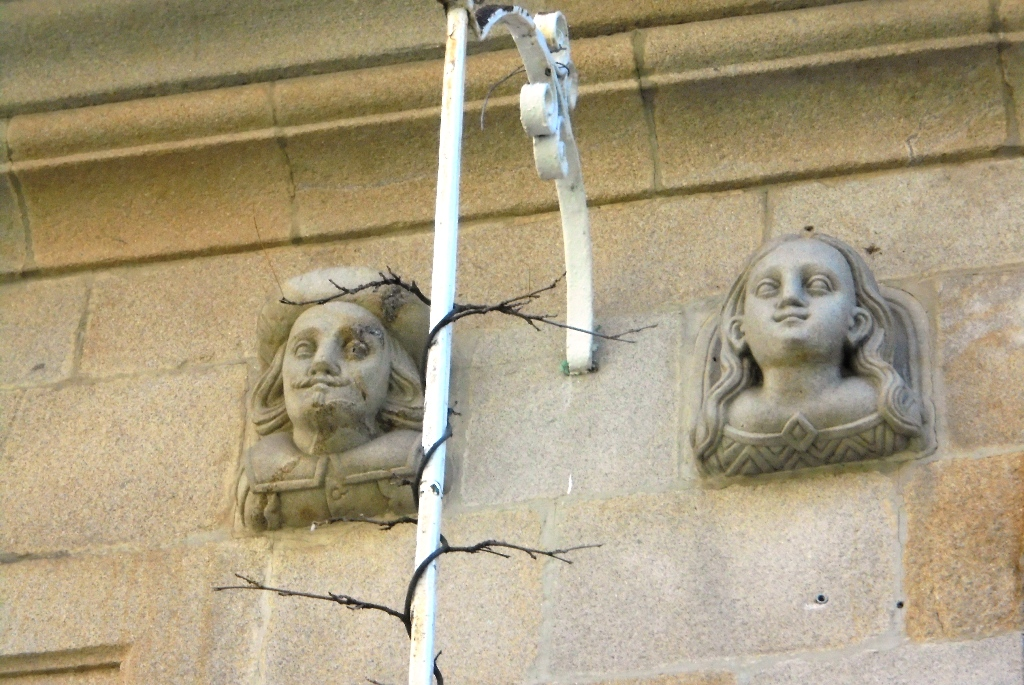
Bustos renacentistas en la fachada
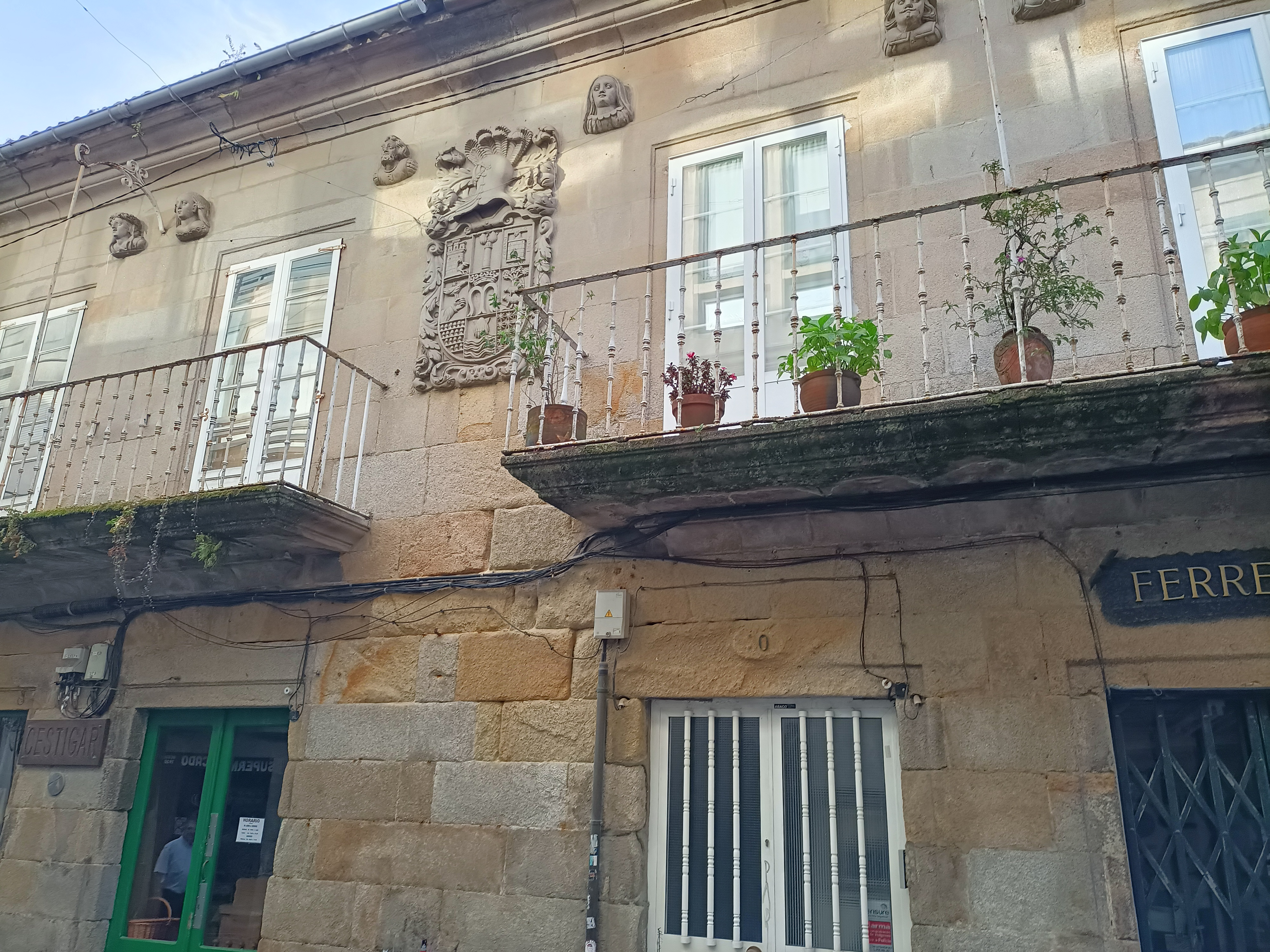
Balcones de la casa solariega